# Ени-Джами (площадь)
Пло́щадь Ени́-Джами́ (Площадь Новой Мечети; тур. Yeni Cami Meydanı) — площадь в старой части Стамбула на берегу Золотого Рога. Получила название по выходящей на площадь Новой Мечети. К площади также примыкают Египетский базар, Мечеть Рустема-паши и Галатский мост.